# Shinji Sarusawa
Shinji Sarusawa (japanisch 猿澤 真治 Sarusawa Shinji; * 9. Juni 1969 in der Präfektur Hiroshima) ist ein ehemaliger japanischer Fußballspieler.

## Karriere
Sarusawa erlernte das Fußballspielen in der Schulmannschaft der Hiroshima Technical High School und der Universitätsmannschaft der Osaka University of Health and Sport Sciences. Seinen ersten Vertrag unterschrieb er 1992 bei Kagawa Shiun. Ende 1999 beendete er seine Karriere als Fußballspieler.
2017 wurde Sarusawa Trainer von Renofa Yamaguchi FC.